# Aceh
Aceh, ufficialmente "provincia di Aceh" (in lingua aceh: Nanggroë Acèh; in indonesiano Provinsi Aceh) è la provincia più occidentale dell'Indonesia. Si trova nella parte più settentrionale dell'isola di Sumatra, con Banda Aceh che ne è la capitale e città più grande. Dotato di uno speciale status di autonomia, Aceh è un territorio religiosamente conservatore e l'unica provincia indonesiana a praticare ufficialmente la Shari'a (il complesso di regole di vita e di comportamento dettato da Dio per la condotta morale, religiosa e giuridica dei suoi fedeli islamici). Gli Acehnesi rappresentano circa dall'80% al 90% della popolazione della regione.
Aceh è il luogo in cui è iniziata la diffusione dell'Islam in Indonesia ed è stato un fattore chiave della diffusione dell'Islam nel sud-est asiatico. L'Islam raggiunse Aceh (regni di Barus e Lamuri, reami antichi poi accorpati al sultanato di Aceh nel XVI secolo) intorno al 1250 d.C. All'inizio del XVII secolo il Sultanato di Aceh era lo stato più ricco, potente e colto della regione dello Stretto di Malacca.

## Storia

### Età moderna
Aceh fu un importante porto commerciale internazionale nell'età moderna. La presa di Malacca da parte dei portoghesi nel 1511 interruppe inizialmente il tradizionale modello dei traffici nell'oceano Indiano, basato sulla posizione dominante di questa città portuale e sul suo regime commerciale liberale. Se i commercianti tamil continuarono negoziare a Malacca, i gujarati musulmani aprirono una rotta alternativa che, passando per Aceh, proseguiva lungo la costa a ovest e attraverso lo stretto della Sonda fino a Bantam, nella parte nord-occidentale di Giava. Da Aceh il pepe veniva esportato attraverso le Maldive fino al Mar Rosso e infine a Venezia. Inoltre, il pepe poteva essere trasportato all'interno dell'India fino a Gujarat, sulla costa occidentale, da dove erano possibili le esportazioni verso il Mar Rosso nonostante i pattugliamenti portoghesi.
Fu il sultano Alauddin Riayat Shah al-Kahar (1539-1571) a fare di Aceh un importante concorrente di Malacca nel commercio del pepe, inviando ogni anno verso il Mar Rosso almeno cinque grandi navi che erano in grado di trasportare tanto quanto i portoghesi inviavano attraverso la rotta del Capo. Egli stabilì inoltre relazioni diplomatiche con l'Impero Ottomano nel 1567, ottenendone assistenza tecnica nella fusione e nell'uso dell'artiglieria pesante e minacciando ripetutamente Malacca. L'emporio commerciale di Banda Aceh si sviluppò intorno al suo palazzo e fu abitato da commercianti provenienti da tutto il mondo islamico e dal sud-est asiatico.
Aceh fu una grande spina nel fianco per i  portoghesi, con i frequenti attacchi contro Malacca che si sommavano ai danni causati dalla deviazione del commercio delle spezie. Ci furono numerose richieste in favore di un attacco a tutto campo contro Aceh per risolvere il problema, ma il regime di Goa non fu mai in grado di trovare le risorse per allestire un'operazione così costosa.
Il sultano Iskander Muda (1607-1636) arrivò vicino al raggiungimento di un completo monopolio regio sul commercio del pepe, espellendo gli operatori britannici e olandesi. Egli impiegò i ricavi commerciali per costruire una macchina militare estremamente temibile, che comprendeva una flotta di enormi galee da guerra ciascuna in grado di portare 600-800 uomini e parecchi cannoni, un parco artiglieria con diversi cannoni giganti, corpi militari a cavallo o a dorso di elefante e una grande quantità di fanteria di leva.
Iskander Muda mosse vittoriosamente guerra contro Johor, Pahang, Kedah, Perak e altri stati malesi e rafforzò la sua presa sugli altri porti di Sumatra. Ebbe successo anche contro i portoghesi in una serie di scontri terrestri e navali. Il suo obiettivo principale era quello di cacciarli da Malacca e nel 1629 la attaccò con diverse centinaia di navi, fra cui una galea temibile chiamata "Terrore dell'Universo" che portava cento cannoni e oltre 20,000 uomini e che secondo Reid era la più grande nave in legno mai costruita. Il sultano assediò il porto di Malacca per tre mesi per mare e per terra, ma l'intera flotta fu catturata o distrutta da uno squadrone di soccorso portoghese con il sostegno degli alleati malesi di Johor e Patani, e la quasi totalità delle truppe assedianti furono uccise o fatte prigioniere. La sconfitta di Aceh per mano portoghese fu una manna per gli olandesi, che altrimenti avrebbero dovuto essi stessi fare i conti con questo formidabile nemico. Il 1629 fu quindi un vero punto di svolta per l'egemonia della VOC nel sud-est asiatico, dal momento che questo fu anche l'anno in cui sconfisse una volta per tutte il sultano Agung di Mataram. Dodici anni più tardi, i portoghesi avrebbero perso Malacca a beneficio degli olandesi, i quali furono aiutati dallo stesso Johor che aveva contribuito a salvarla da Iskander Muda.

### Età contemporanea
Aceh è noto per la sua indipendenza politica e per la fiera resistenza all'occupazione straniera, compresa quella degli ex-coloni olandesi e dell'attuale governo indonesiano. Dal 2003 è stato teatro di un rinnovato conflitto tra l'esercito indonesiano e i ribelli Acehnesi. Paragonata a gran parte dell'Indonesia, è una regione conservatrice dal punto di vista religioso, ed ha notevoli risorse naturali, in particolare il petrolio.
La popolazione di Aceh è stimata in 4,2 milioni di abitanti (2000). La cifra ammonta a circa il 3% della popolazione indonesiana e a quasi un quarto della popolazione dell'isola di Sumatra.
Le aree costiere occidentali di Aceh, comprese le città di Banda Aceh e Meulaboh, sono state devastate dallo tsunami provocato dal terremoto e maremoto dell'Oceano Indiano del 2004. Lo tsunami ha distrutto 800 chilometri di zona costiera uccidendo 230.000 persone e lasciandone senza tetto circa 500.000.

## Politica
La situazione politica è tesa a causa dei movimenti separatisti islamici che rivendicano l'indipendenza. Il gruppo più numeroso è quello del Movimento per l'Aceh libero (GAM).

### Movimento separatista
Aceh ha una lunga storia di resistenza al controllo da parte di forze di occupazione; dall'indipendenza indonesiana, questo ha significato la resistenza contro il governo di Giacarta. Questa resistenza ha sia radici economiche sia culturali.

## Economia
I principali settori dell'economia di Aceh sono estrazione del petrolio, turismo, agricoltura e pesca.